# Сеніно-Друге
Сеніно-Друге (рос. Сенино-Второе) — присілок в Козельському районі Калузької області Російської Федерації.
Населення становить 50 осіб. Входить до складу муніципального утворення Присілок Сеніно-Перше.

## Історія
Від 2004 року входить до складу муніципального утворення Присілок Сеніно-Перше.

## Населення
| 2002 | 2010 |
| ---- | ---- |
| 58   | ↘50  |